# K.k. Staatsbahn Tarvis–Pontafel
A  Pontebbana (korábbi nevén K.k. Staatsbahn Tarvis–Pontafel) egy alig 89 km hosszú, kétvágányú villamosított normál nyomtávolságú vasútvonal Udine és Tarvisio között a Velence és Villach közötti vasúti összeköttetésben. A Déli-Alpokon halad át Friuli-Venezia Giulia észak-olaszországi régióban. Egy 4 km-es szakaszon Udinénél a pálya csak egyvágányú.
2000 novembere óta az új nyomvonalon újjáépített pályán 180 km/órás végsebességgel járnak a vonatok. Udinetől Carnia-ig a vasút nagyrészt ugyanazon nyomvonalon halad, mint 1995-ig, ám Carniatól Tarvisioig már új nyomvonalon halad. Csak Pontebba állomás, Ugovizza és Valbruna, valamint az osztrák határnál Thörl-Maglern állomásokat találjuk a régi vonalon. A 49,1 km hosszú pályából Carnia és Tarvisio között 40,6 kilométer alagutakban halad. Az új vonalon a távolsági vonatok menetideje Udine állomástól Tarvisio Boscoverde állomásig jó pályafeltételek mellett csak körülbelül 45 perc, míg a menetidő a régi pályán 100 perc körül volt.

## Története

### Tervezése
Már a 19. század 60-as éveiben voltak elképzelések, hogy a osztrák Déli Vasutat összekötik Marburg an der Drau (ma: Maribor) és Laibach (ma:Ljubljana) városokon át egy vasútvonallal, hogy összeköttetést teremtsenek a Rudolfsbahnnal Villachtól Triesztig.
Két nyomvonal közül választhattak. Egyrészt a Predil-hágótól Görz-ig, ahol kapcsolódna a meglévő hálózathoz Trieszt és Udine irányába. A második lehetőség egy pálya Pontafeltől Udinéig, ugyancsak összekötve a meglévő Görz-Trieszt vonallal.

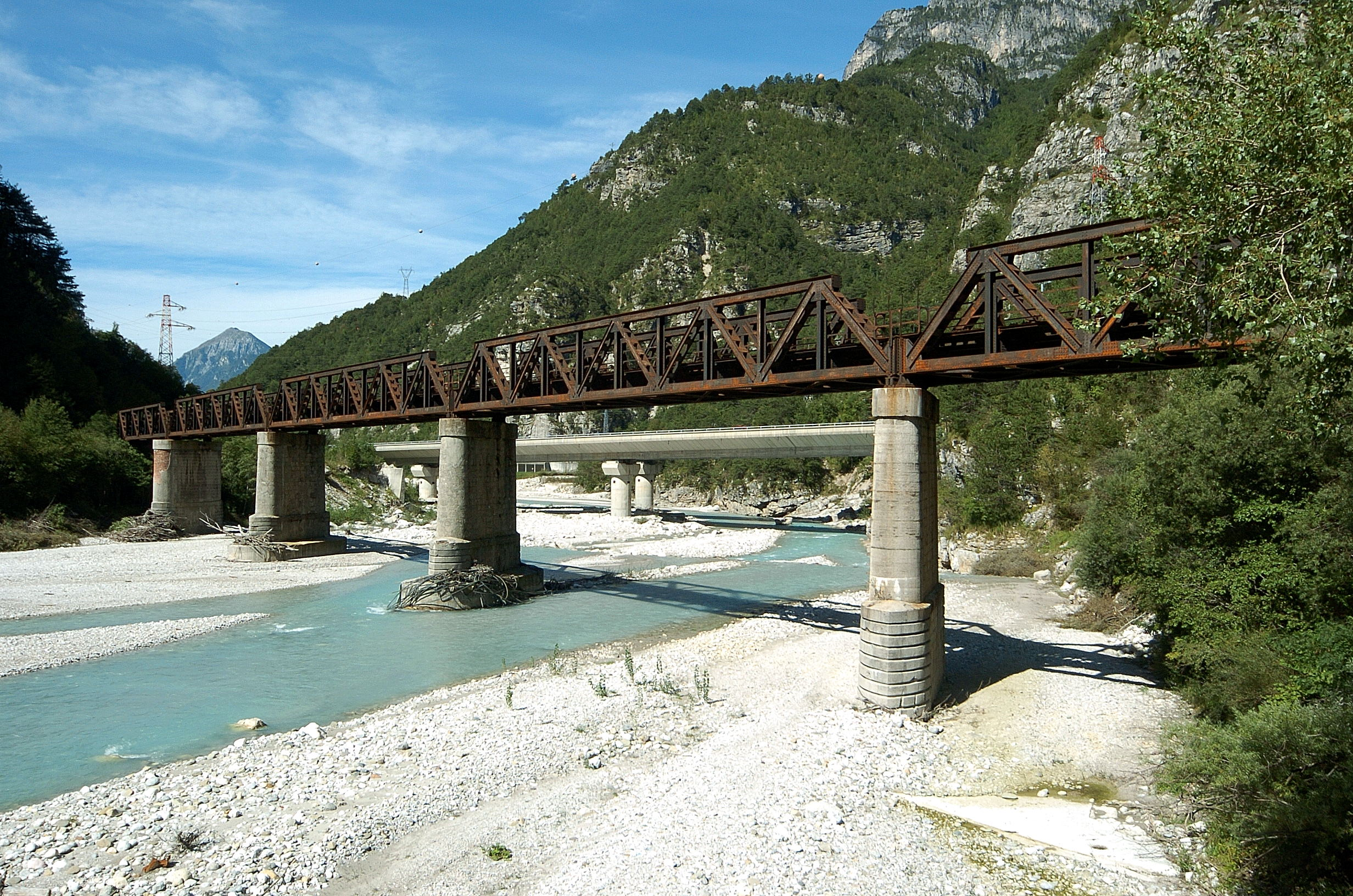
Vasúti híd a régi Pontebbananál a Fella Chiusaforte folyó felett

Mivel az 1866-os porosz–osztrák–olasz háború után Friuli legnagyobb részét és Veneto tartományt az Olasz Királysághoz csatolták, a Friuli és Veneto között tervezett vasútvonal nagy része olasz területre került, Ausztria számára csak a Predil–Görz változat maradt megvalósítható. Végül ez a változat nem épült meg.
Később úgy döntöttek, hogy a Kanal-völgyön keresztül, az osztrák Tarvistól induló k.k. Staatsbahn Tarvis–Pontafel szárnyvonallal biztosítják az összeköttetést az olasz vasúti hálózathoz Pontafelnél, mely 1866 óta osztrák–olasz határváros volt. A 24,7 km hosszú szakaszt 1879. október 11-én nyitották meg a helyi, majd október 30-án a nemzetközi forgalomnak.
A pálya további (olasz területen futó) része Pontafel határállomástól tovább az olasz Udinébe végig kis karzatokon és viaduktokon át vezetett a Fella folyó völgyében és gyakran érték súlyos természeti csapások, pl. földrengés. Az üzemeltető nem tudott megállapodni egy közös állomásban, ezért sokáig két állomás volt: egy Pontafelben, egy másik pedig Pontebbana városrészben.
Így 1879-ben a hivatalosan is megnyitott Pontebbana vasútvonallal megvalósult a vasúti összeköttetés Trieszt, Udine, Pontafel, Villach, Salzburg és München között. 1919-ben a Saint-germaini békeszerződés értelmében a Kanal-völgy és a vasútvonal teljes egészében az Olasz Királysághoz került.
Mivel a régi nyomvonalon haladó pályát sokszor érték és rongálták meg súlyos természeti csapások - 1976-ban és 1978-ban erős földrengés is pusztított - ezért az 1970-es évek végén elkezdték az új nyomvonal építését. Az új szakaszokat lépcsőzetesen, délről északra haladva nyitották meg, az utolsó szakasz Ugovizza Valbruna-től  Tarvis-ig az új pályaudvarral 2000. november 26-ra készült el..

### Baleset
1918. augusztus 14-én súlyos  vasúti baleset történt Uggowitz vasútállomáson. Hibás váltóállítás miatt két kirándulóvonat frontálisan ütközött. Tizenegy ember halt meg a balesetben.

## Fordítás
- Ez a szócikk részben vagy egészben  a   Pontebbana című német Wikipédia-szócikk fordításán alapul.  Az eredeti cikk szerkesztőit annak laptörténete sorolja fel. Ez a jelzés csupán a megfogalmazás eredetét és a szerzői jogokat jelzi, nem szolgál a cikkben szereplő információk forrásmegjelöléseként.